# Apatura parvata
Apatura parvata är en fjärilsart som beskrevs av Moore 1857. Apatura parvata ingår i släktet Apatura och familjen praktfjärilar. Inga underarter finns listade i Catalogue of Life.